# Vilar Seco (Nelas)
Vilar Seco is een plaats (freguesia) in de Portugese gemeente Nelas en telt 881 inwoners (2001).